# Frans van Tuijl
Frans van Tuijl (Eindhoven, 13 april 1925 – 9 oktober 2014) was een Nederlands voetballer en trainer die zijn gehele carrière speelde voor EVV Eindhoven.

## Loopbaan

### Oorlogsjaren
Hij voetbalde als junior bij RPC in stadsdeel Stratum. Hij vroeg eind 1941 als zestienjarige overschrijving aan naar EVV Eindhoven. Twee jaar later maakte hij zijn debuut in het eerste elftal waarvan zijn oom Wim van Tuijl de trainer was. Zijn eerste optreden was op 5 december 1943 in de thuiswedstrijd tegen Willem II. Hij trad daarmee in de voetsporen van zijn vader Martien van Tuijl die in de jaren twintig, samen met diens broer Wim, voor EVV Eindhoven uitkwam. De broers promoveerden met de club in 1922 naar de Eerste klasse.
Frans van Tuijl en zijn achterneef Lambert van Tuijl waren in de jaren veertig de eerste voetballers van de nieuwe generatie die EVV naar de nationale voetbaltop brachten.

### Elftal in opbouw
Vlak na de bevrijding sloten Frans van Kemenade van RPC en Noud van Melis van Tongelre zich bij EVV Eindhoven aan. Doordat meer spelers uit de stadswijken Woensel, Gestel, Stratum en Tongelre zich bij EVV aanmeldden, verbeterden de prestaties. Na de beide tweede plaatsen in 1951 en 1952 greep de club in 1953 het kampioenschap in de  Eerste klasse D. 
Daar was een beslissingswedstrijd tegen stadgenoot PSV voor nodig. Beide clubs waren samen bovenaan geëindigd. In de reguliere competitie eindigden de onderlinge duels onbeslist: 2-2 en 0-0. Op zaterdag 13 juni 1953 in Stadion De Vliert in 's-Hertogenbosch opende Frans van Tuijl uit een strafschop de score. Na de gelijkmaker van Coen Dillen bezorgde Piet van Rooij EVV Eindhoven de 2-1 zege en de kampioenstitel. 
In de strijd om het landskampioenschap eindigde EVV Eindhoven gelijk met RCH. Het extra kampioensduel op 18 juli 1953 in stadion De Kuip werd in de verlenging met 2-1 verloren.
Van Tuijl speelde op 4 oktober 1950 met het Nederlands elftal de eerste helft van een oefenwedstrijd tegen Middlesex Wanderers. Op de voor hem vreemde rechtsachterplaats maakte hij geen goede indruk.

### Landskampioen

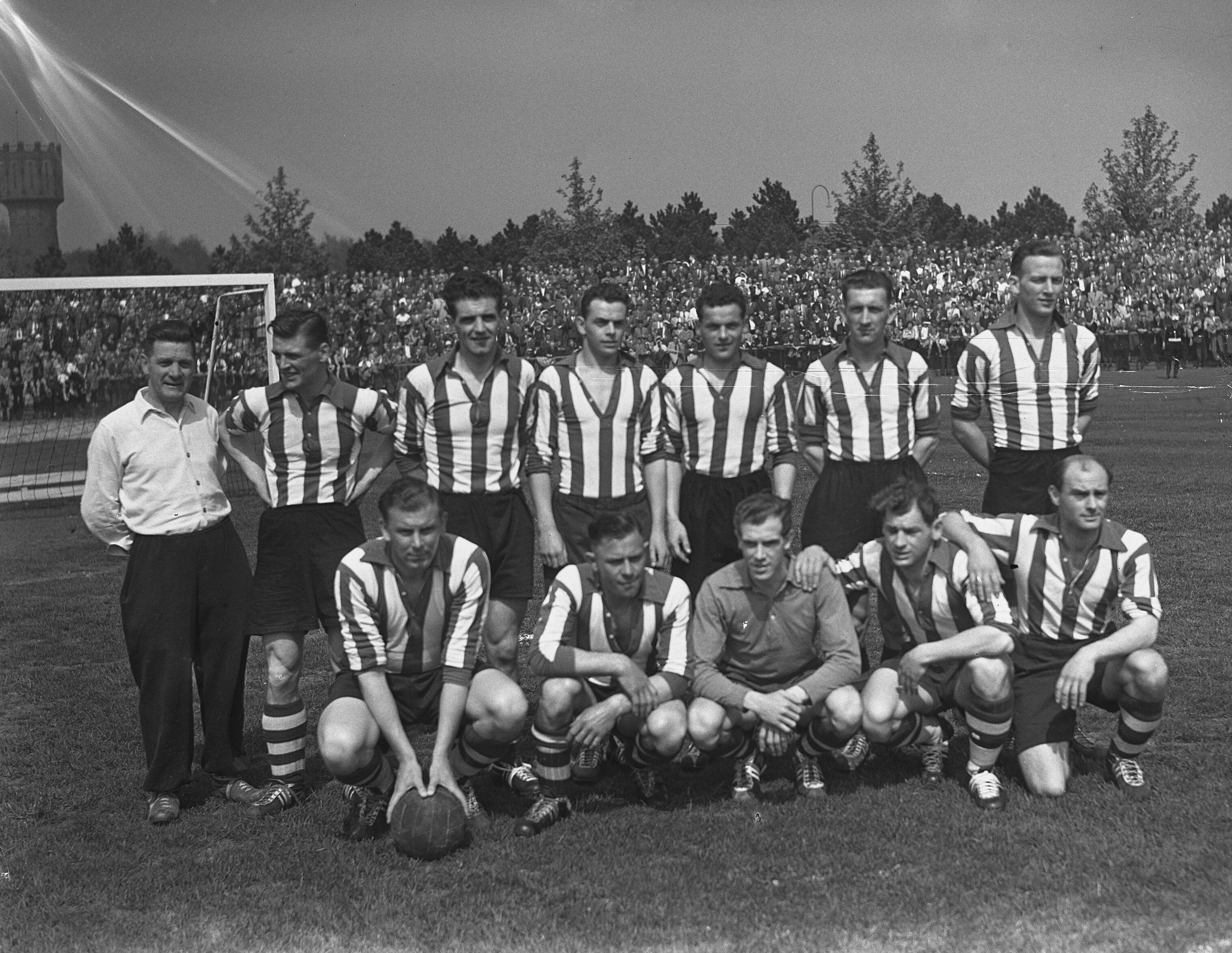
Frans van Tuijl (zittend, 1e van links) met EVV Eindhoven in 1954.

Frans van Tuijl was de stopperspil en aanvoerder van het elftal. De lange van Van Tuijl, zoals de supporters hem noemden, stond niet bekend om zijn fysieke kracht maar om zijn rust en spelinzicht. 
Een jaar later won EVV Eindhoven opnieuw de titel en pakte nu ook het landskampioenschap. De beslissende wedstrijd op 27 juni 1954 thuis tegen DOS eindigde in een 3-1 zege door drie treffers van Noud van Melis. EVV Eindhoven was de laatste nationale voetbalkampioen voor de komst van het profvoetbal. 

### Profvoetbal
Na de zomer van 1954 ging in Nederland het beroepsvoetbal van start. Het luidde ook de ontmanteling van de Eindhovense kampioensploeg in. Topschutter Noud van Melis was de eerste die vertrok. Hij ging naar de nieuwe profclub Rapid '54 die deelnam aan de 'wilde' competitie van de NBVB. Frans van Tuijl kon het niet eens worden over zijn contract en miste de seizoenstart. In een interview in 2004 in 50 jaar betaald voetbal deel 4 van Voetbal International vertelde hij geen voorstander te zijn van profvoetbal. Hij vond het te zakelijk en miste de gezelligheid uit de amateurtijd. Hij bleef naast het voetbal werken als ambtenaar bij gemeentebedrijven in Eindhoven.
Later tekende hij toch bij en voor de derde keer op rij werd EVV Eindhoven kampioen in de Eerste klasse. In de strijd om de nationale titel eindigden de Eindhovenaren als vierde.

### Laatste seizoen
EVV Eindhoven had zich in 1955 geplaatst voor de Hoofdklasse. Dit zou het afscheidsjaar worden van Van Tuijl. De Eindhovense club eindigde als zevende en plaatste zich voor de nieuwe Eredivisie die in het seizoen 1956/57 van start ging. Boegbeeld Van Tuijl maakte de Eredivisie niet meer mee. Hij accepteerde het aangeboden contract niet en besloot op 31-jarige leeftijd te stoppen.  

### Trainer
Hij ging in 1956 als trainer aan de slag bij SV Someren. EVV Eindhoven verging het niet goed in de Eredivisie. Ook Lambert van Tuijl was gestopt en Willy Schmidt was vertrokken naar Ajax. De Eindhovense club belandde al snel op de laatste plaats. In januari 1957 deed het bestuur een vergeefse poging om Van Tuijl terug te halen.
Jaren later kwam hij als trainer van het hoogste jeugdelftal toch weer terug bij EVV Eindhoven.
In 2012 werd hij benoemd tot gouden erelid. Twee jaar later overleed hij op 89-jarige leeftijd. 

## Clubstatistieken
| Seizoen | Club            | Land            | Competitie                   | Competitie      | Competitie      | Beker           | Beker           | Internationaal  | Internationaal  | Overig          | Overig          | Totaal          | Totaal          |
| Seizoen | Club            | Land            | Competitie                   | Wed.            | Dlp.            | Wed.            | Dlp.            | Wed.            | Dlp.            | Wed.            | Dlp.            | Wed.            | Dlp.            |
| ------- | --------------- | --------------- | ---------------------------- | --------------- | --------------- | --------------- | --------------- | --------------- | --------------- | --------------- | --------------- | --------------- | --------------- |
| 1943/44 | EVV Eindhoven   | Nederland       | Eerste klasse Zuid           | 9               | 0               | –               | –               | –               | –               | –               | –               | 9               | 0               |
| 1944/45 | Geen competitie | Geen competitie | Geen competitie              | Geen competitie | Geen competitie | Geen competitie | Geen competitie | Geen competitie | Geen competitie | Geen competitie | Geen competitie | Geen competitie | Geen competitie |
| 1945/46 | EVV Eindhoven   | Nederland       | Eerste klasse Zuid I         | 19              | 0               | –               | –               | –               | –               | –               | –               | 19              | 0               |
| 1946/47 | EVV Eindhoven   | Nederland       | Eerste klasse Zuid II        | 20              | 0               | –               | –               | –               | –               | –               | –               | 20              | 0               |
| 1947/48 | EVV Eindhoven   | Nederland       | Eerste klasse Zuid I         | 20              | 0               | –               | –               | –               | –               | –               | –               | 20              | 0               |
| 1948/49 | EVV Eindhoven   | Nederland       | Eerste klasse Zuid II        | 20              | 0               | –               | –               | –               | –               | –               | –               | 20              | 0               |
| 1949/50 | EVV Eindhoven   | Nederland       | Eerste klasse Zuid II        | 17              | 0               | –               | –               | –               | –               | –               | –               | 17              | 0               |
| 1950/51 | EVV Eindhoven   | Nederland       | Eerste klasse E              | 21              | 0               | –               | 0               | 0               | 0               | 0               | 0               | 21              | 0               |
| 1951/52 | EVV Eindhoven   | Nederland       | Eerste klasse C              | 25              | 2               | –               | 0               | 0               | 0               | 0               | 0               | 25              | 2               |
| 1952/53 | EVV Eindhoven   | Nederland       | Eerste klasse D              | 26              | 2               | –               | 0               | 0               | 0               | 8               | 1               | 34              | 3               |
| 1953/54 | EVV Eindhoven   | Nederland       | Eerste klasse D              | 24              | 0               | –               | 0               | 0               | 0               | 6               | 0               | 30              | 0               |
| 1954/55 | EVV Eindhoven   | Nederland       | Eerste klasse D (afgebroken) | 5               | 0               | –               | –               | 0               | 0               | 0               | 0               | 5               | 0               |
| 1954/55 | EVV Eindhoven   | Nederland       | Eerste klasse D              | 26              | 0               | –               | –               | 0               | 0               | 6               | 0               | 32              | 0               |
| 1955/56 | EVV Eindhoven   | Nederland       | Hoofdklasse A                | 33              | 1               | –               | –               | 0               | 0               | 0               | 0               | 33              | 1               |
| Totaal  | Totaal          | Totaal          | Totaal                       | 265             | 5               | –               | –               | –               | –               | 20              | 1               | 285             | 6               |